# Liesing (Schwechat)
Die Liesing, auch Liesingbach, ein 30 km langer Fluss, entspringt im niederösterreichischen Wienerwald, durchfließt dann die Stadt Wien, wo der Bach dem 23. Wiener Gemeindebezirk Liesing seinen Namen gibt, und mündet wieder in Niederösterreich bei Schwechat in die Schwechat.

## Name
Ihr Name leitet sich aus dem slawischen Lesnica oder Lesnička ab und bedeutet Waldbach. Aus dem Jahr 1936 ist die Ansicht publiziert, wonach sich der Name von mhd. lise oder ahd. liso ableite, das Wort „Liesingbach“ einen leise fließenden Bach bedeute und der Ortsname Liesing sich davon ableite. Diese Deutung nimmt allerdings auf die Besiedlungsgeschichte keine Rücksicht und ist auch in späteren Publikationen nicht mehr vorhanden.

## Verlauf
Die Liesing hatte einen Vorgänger im geologischen Zeitalter des späten Miozäns, des Torton. Als „Paläo-Liesing“ ist ein Wasserlauf in ähnlicher Lage wie die heutige Liesing publiziert, der in der Nähe des damaligen Wien-Flusses Sedimente aus den Kalkalpen in den Pannonischen See einbrachte. Das ergab sich aus einer 80 Meter tiefen Bohrung am Gelände der Geologischen Bundesanstalt im dritten Wiener Gemeindebezirk.
Es gibt in der Literatur Hinweise darauf, dass die ehemalige römische Wasserleitung zum Legionslager Vindobona u. a. aus Quellen oder Wasserfassungen am Oberlauf der Liesing gespeist worden sein könnte. Konkrete Funde oder andere Belege gibt es dafür jedoch nicht.
Die heutige Liesing entsteht durch den Zusammenfluss der Dürren Liesing und der Reichen Liesing, deren Quellen auf rund 520 m Höhe im Wienerwald gelegen sind. Sie durchfließen verschiedene Gesteinszonen, deren spezielle Eigenschaften den Quellflüssen zu unterschiedlichen Benennungen verhalfen.
Die rechte Dürre Liesing entspringt in der Nähe Kaltenleutgebens und durchfließt das Kalkgebiet des Wienerwaldes. Sie zeigt die typischen Merkmale eines Karstbaches, denn sie versickert im Karstgestein, wodurch der Bach in Trockenzeiten versiegen kann. Die linke Reiche Liesing entspringt in Breitenfurt und durchfließt die Flyschzone des Wienerwaldes. Dieses Gestein ist wenig wasserdurchlässig, sodass das Wasser bei großen Niederschlagsmengen rasch anschwillt.

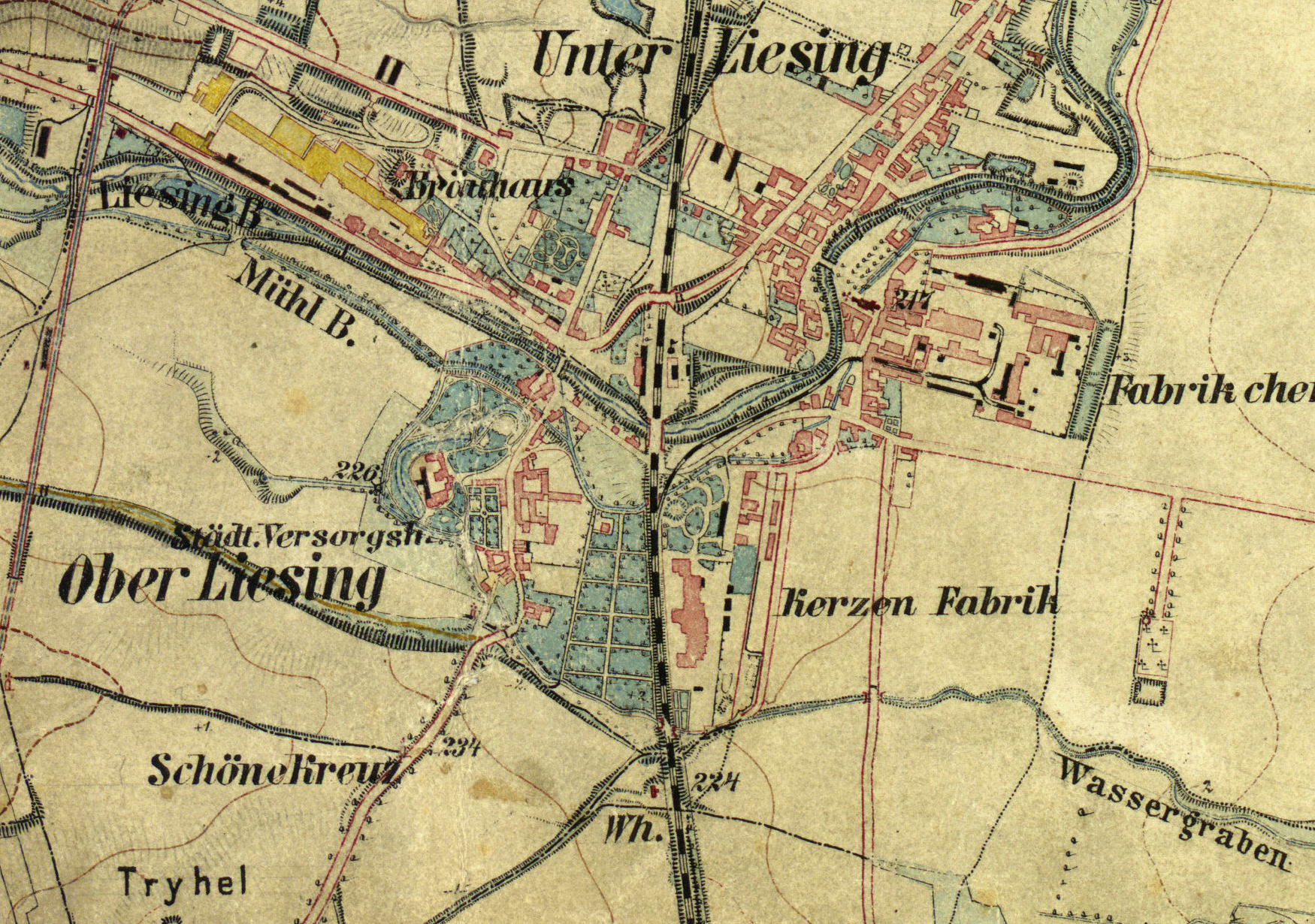
Lage der alten Wasserläufe um das Schloss Liesing: Liesingbach, Mühlbach, Schlosspark, Wassergraben (Aubach)

Bei Rodaun findet schließlich der Zusammenfluss der beiden Quellflüsse sowie der Eintritt ins Wiener Becken statt. Hier weitet sich das Liesingtal stärker aus und wird vermehrt für den Weinbau genutzt. In diesem Gebiet liegt weiter östlich das Schloss Liesing. Sein Wassergraben und der mit ihm verbundene Abfluss über das Gebiet der Ketzergasse wird als Indiz dafür gewertet, dass es zwischen dem Tal des Liesing- und des Petersbaches eine Wasserverbindung gab. Es wird vermutet, dass diese Verbindung künstlich angelegt wurde. Da der Lauf des Liesingbaches in Liesing einen deutlichen Schwenk nach Norden, dessen Mühlbach aber nach Süden (heutige Färbermühlgasse) macht, ist es aber auch nicht ausgeschlossen, dass die Liesing früher (vor einer Verlagerung) geradeaus weiter nach Osten floss und dieser alte Verlauf des Liesingbaches die Befestigungsanlage des Liesinger Wasserschlosses und danach (über den auf alten Landkarten eingezeichneten Wassergraben, der auch Aubach genannt wurde) weiter den Lauf des heutigen Petersbaches speiste.

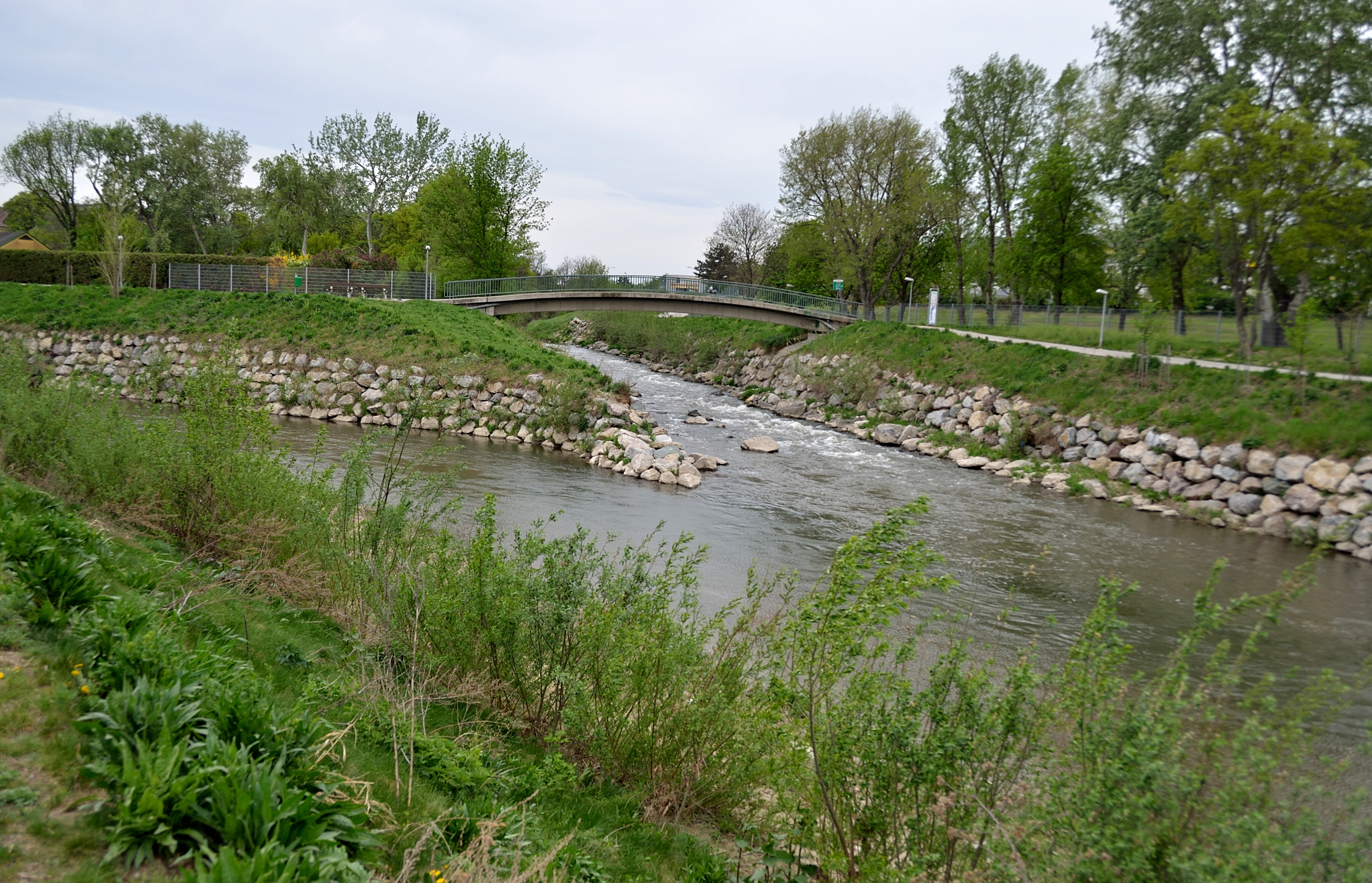
Mündung in die Schwechat

Weiter östlich weitet sich auf Grund des weniger widerstandsfähigen Gesteins das Liesingtal noch weiter aus und bildet einen bis zu 500 m breiten Talboden. Die Liesing selbst zeigt jedoch einen leicht mäandrierenden Verlauf. Im südlichen Wien bildeten sich hier durch die Liesing große Ablagerungen von Tegel, die vor allem zur Ziegelproduktion im 19. Jahrhundert genutzt wurden. Südlich des Laaer Berges verlässt die Liesing bei Kledering nach rund 20 km Wien und mündet kurz danach bei Schwechat in den Fluss Schwechat.

## Verbauungen und Renaturierungen
Die ständige Hochwassergefahr, die von der Liesing ausging, vergrößerte sich vor allem im 19. Jahrhundert durch die Industrialisierung. Durch Uferverbauungen, Einengungen des Bachbettes und Einlassung von Abwässern sank zusätzlich auch die Wasserqualität erheblich, so dass man sich um 1930 zur Regulierung der Liesing entschloss, die Arbeiten konnten aber erst 1947 begonnen werden. 1969 war die harte Verbauung abgeschlossen. Sie ist in über tausend Fotos dokumentiert, die sich in der Fotosammlung des Wiener Stadt- und Landesarchivs befinden, aber auch teilweise publiziert sind.  Heute ist man bemüht die harte Verbauung durch eine Renaturierung zu ersetzen. Seit dem Jahr 1997 finden entlang des gesamten Verlaufes der Liesing massive Rückbauungen statt. Die Rückbauarbeiten wurden 1997 in einem Teilabschnitt in Rodaun gestartet und von 2002 bis 2006 im Bereich bei Oberlaa und Rothneusiedl fortgesetzt. 2012 bis 2016 wurden ein Abschnitt in Kalksburg, der restliche Abschnitt in Rodaun und die Einmündung des Gütenbachs umgestaltet. Im Oktober 2020 wurde mit dem Rückbau des noch nicht umgestalteten Abschnittes in Liesing, Atzgersdorf, Erlaa und Inzersdorf begonnen. Die Umbauarbeiten sollen Ende 2027 abgeschlossen sein.

## Qualitäten
Auch die Wasserqualität wurde verbessert, indem die Kläranlage Blumental die Liesing nicht mehr als Vorfluter benutzt. Die Abwässer werden jetzt direkt zur Hauptkläranlage in Simmering geleitet. Durch die Nutzung des Liesingbachsammelkanals, der für die Speicherung überschüssigen Wassers vorbereitet ist, wird auch bei starkem Regen kein ungeklärtes Wasser mehr in die Liesing überlaufen. In den Behältern der ehemaligen Kläranlage Blumental können insgesamt 20 Millionen Liter Speicherkapazität mit 3.000 Liter pro Sekunde befüllt werden.
Heute wird die Liesing vor allem in Wien als Erholungsgebiet genutzt. Entlang ihrer Ufer führen meist beiderseits keine Straßen, sondern Fahrrad- und Fußwege.

## Vorfall 2025
Am Samstagmorgen, 5. April 2025 wurde von der Gewässeraufsicht eine Verschmutzung der Liesing mit Dieselöl festgestellt.  Die Wasserpolizei betrieb stundenlang die Eindämmung der Verschmutzung und ermittelte mit Unterstützung von Wien Kanal die Quelle, einen Gewerbebetrieb, wo der Inhalt eines 150-Liter-Fasses ausgeleert worden war.

## Fotos
- Bei normalem Wasserstand

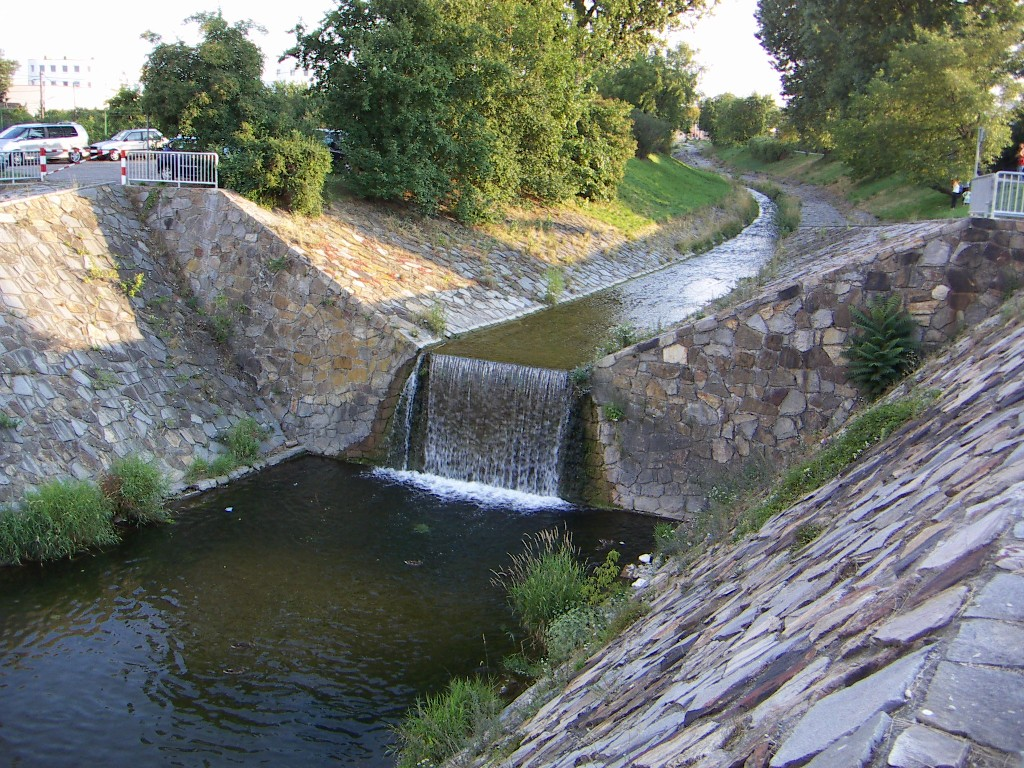
Sehr stark regulierte Liesing im Bereich Atzgersdorf (Ausschotterbecken)
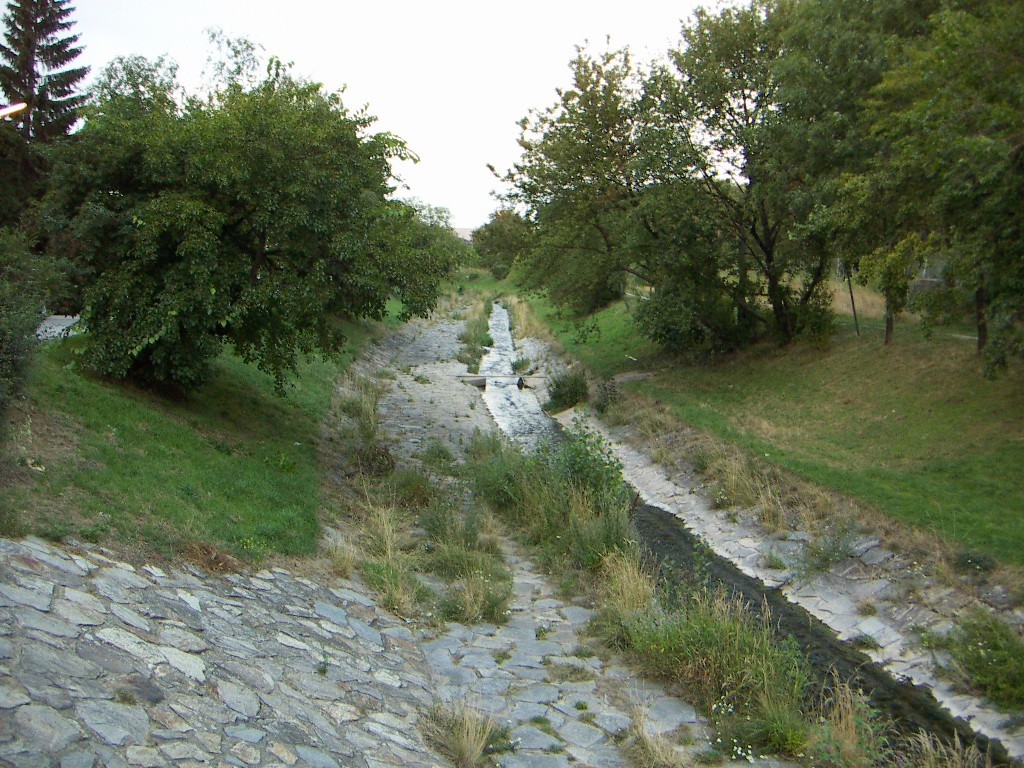
Stark regulierter Liesingbach im Bereich Liesing
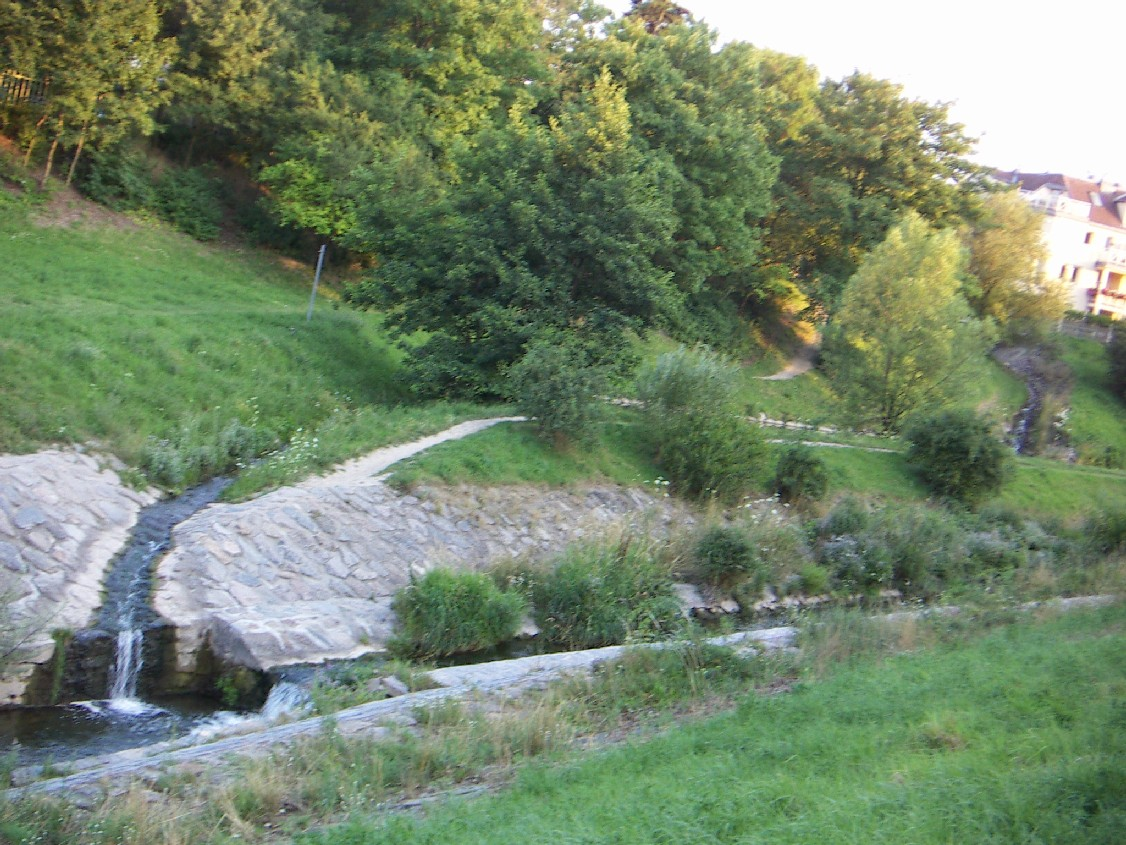
Zusammenfluss von Reicher und Dürrer Liesing in Rodaun vor der Renaturierung

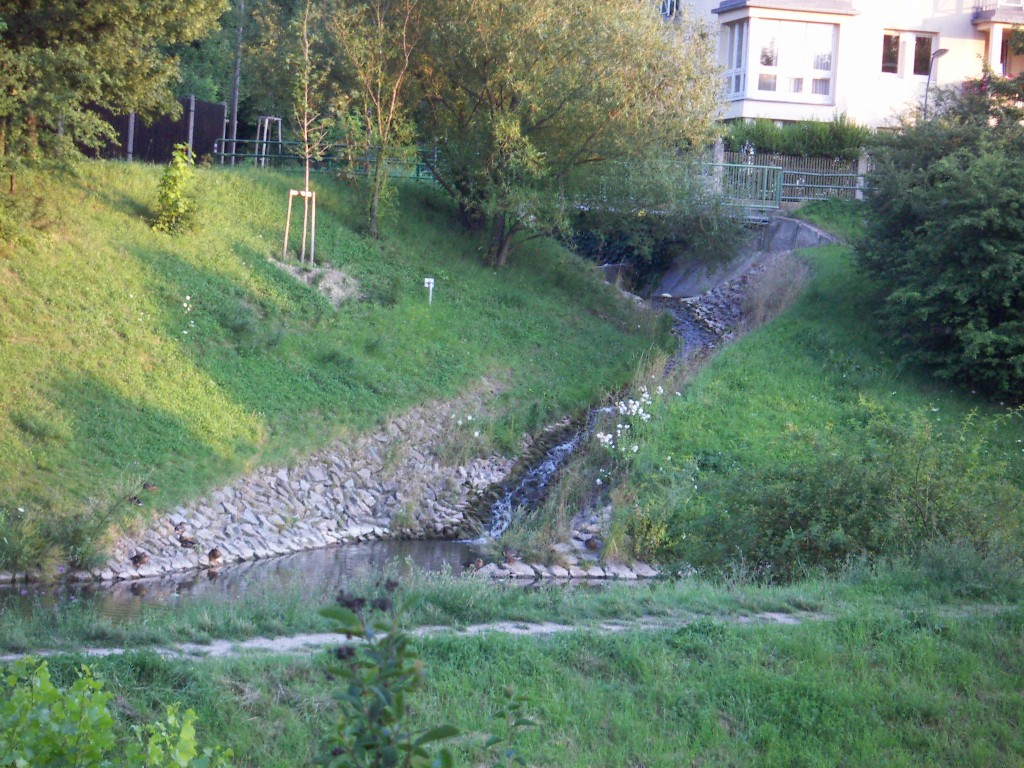
Dürre Liesing kurz vor dem Zusammenfluss
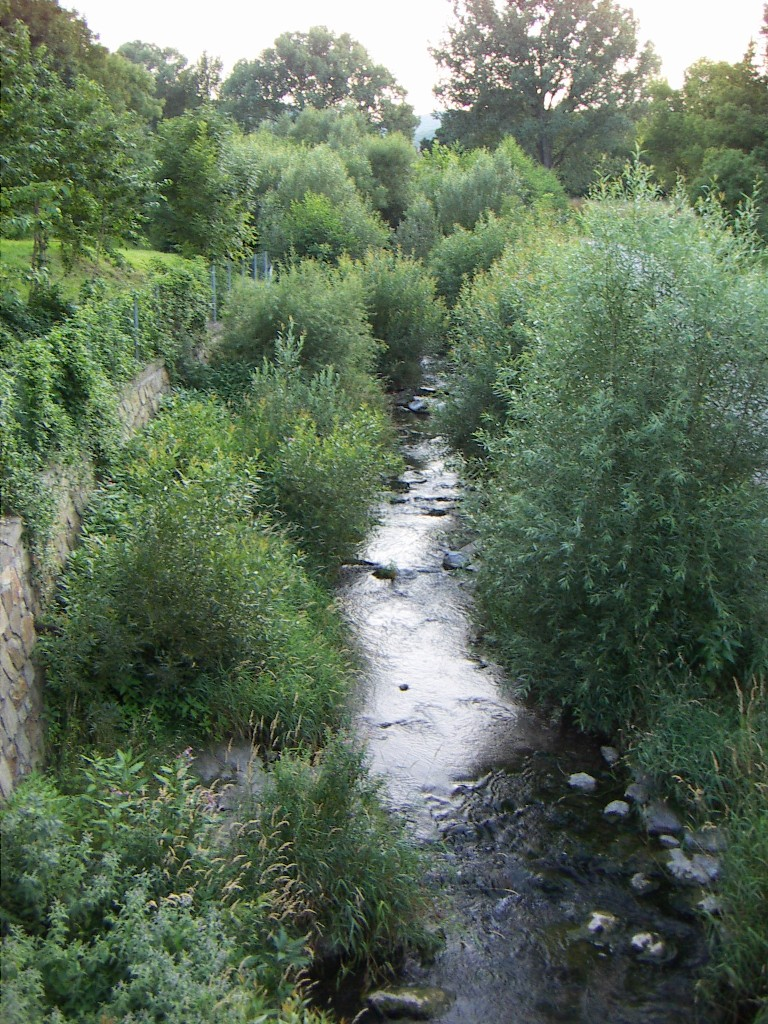
Renaturierter Liesingbach im Bereich Kalksburg, Rodaun

- Nach starkem Regen im Juli 2005, vom Bach zum reißenden Fluss.

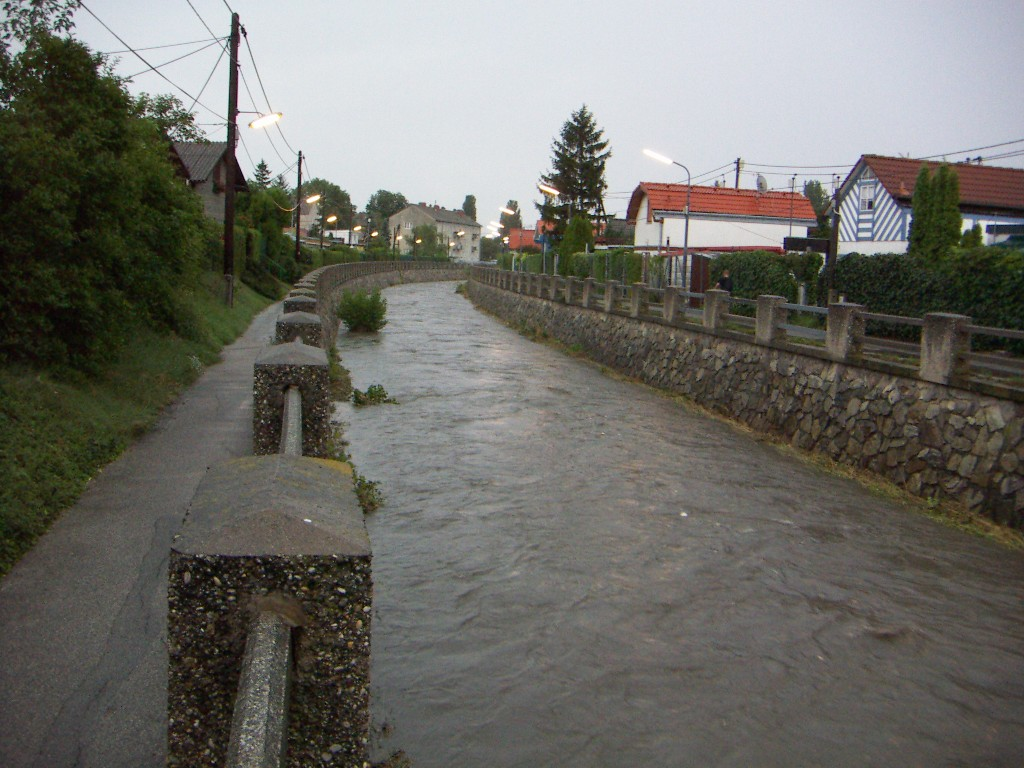
Zwischen Stein- und Schloßsee in Inzersdorf
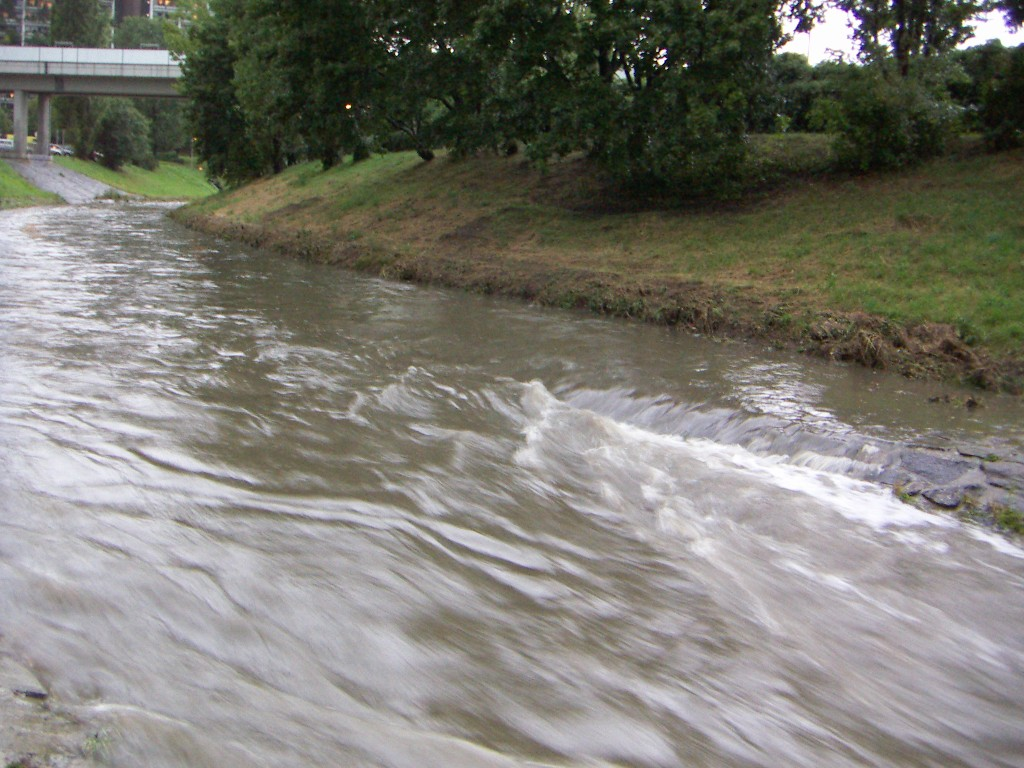
Vor der Unterführung Altmannsdorfer Straße
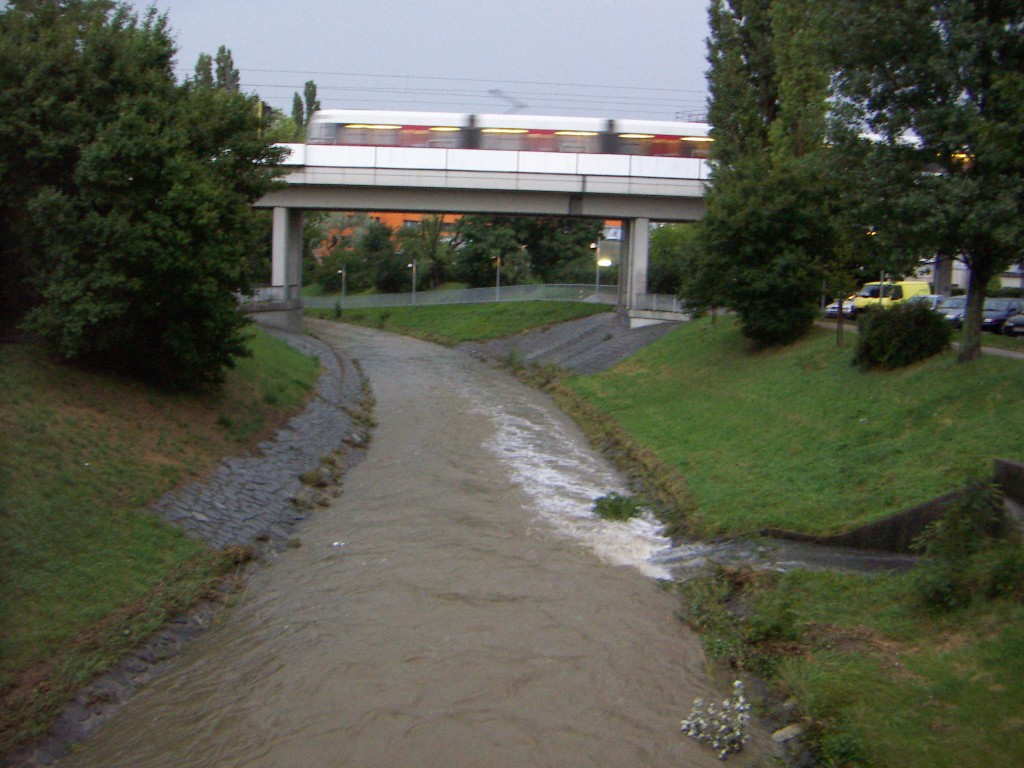
U-Bahn-Linie U6 quert die Liesing nahe Alterlaa